# Anne Dsane Andersen
Anne Dsane Andersen (* 10. November 1992 in Randers) ist eine dänische Ruderin, die bei den Olympischen Spielen 2016 die Bronzemedaille im Zweier ohne Steuerfrau gewann. 

## Sportliche Karriere
Anne Andersen begann 2006 mit dem Rudersport. 2009 nahm sie im Doppelvierer an den Junioren-Weltmeisterschaften teil, erreichte aber nur den 19. Platz. 2011 startete sie im Einer bei den U23-Weltmeisterschaften und wurde Zwölfte. 2012 nahm sie mit Lisbet Jakobsen im Doppelzweier an der letzten Olympiaqualifikation in Luzern teil, konnte sich mit einem fünften Platz aber nicht durchsetzen. Im Jahr darauf belegte sie mit dem dänischen Doppelvierer den vierten Platz bei den Europameisterschaften. Im gleichen Jahr gewann sie zusammen mit Hedvig Lærke Rasmussen die Silbermedaille im Doppelzweier bei den U23-Weltmeisterschaften. 2014 ruderte Andersen wieder im Doppelvierer, erreichte aber bei den Europameisterschaften nur den neunten Platz. Bei den Weltmeisterschaften ruderte sie mit Lisbet Jakobsen auf den zwölften Platz im Doppelzweier.
2015 bildeten die 1,87 m große Hedvig Lærke Rasmussen und die 1,83 m große Andersen einen Zweier ohne Steuerfrau und belegten den fünften Platz bei den Europameisterschaften. Am Ende der Saison 2015 erreichten die beiden den vierten Platz bei den Weltmeisterschaften, wobei sie neben den britischen Weltmeisterinnen Helen Glover und Heather Stanning die einzigen Europäerinnen im Finale waren. Zum Auftakt der Olympiasaison 2016 belegten die beiden Däninnen den fünften Platz bei den Europameisterschaften in Brandenburg an der Havel. Das Finale der Olympischen Regatta in Rio de Janeiro erreichten mit den Britinnen, den Däninnen und den Spanierinnen drei Boote aus Europa, hinzu kamen Zweier aus Neuseeland, Südafrika und den Vereinigten Staaten. Es siegten Glover und Stanning mit etwas über einer Sekunde Vorsprung auf Genevieve Behrent und Rebecca Scown aus Neuseeland. Mit einer weiteren Sekunde Rückstand erkämpften die Däninnen die Bronzemedaille und hatten dabei vier Sekunden Vorsprung auf die viertplatzierten Amerikanerinnen.